# 大蔵橋
大蔵橋（おおくらばし）は、山形県最上郡大蔵村にある最上川に架かる橋。国道458号の橋である。

## 歴史
1931年5月に鋼トラス橋の旧大蔵橋が完成。橋ができる前は大蔵村民の移動手段は渡し舟であったが、豪雪地帯として知られる大蔵村は冬は吹雪が続き、舟を出せない日が20日以上続いたこともあり、不便な日々が続いていた。1923年に最上川の両側にワイヤを渡し、それに舟を結んで渡る措置が取られていたが、その後大正から昭和に入り橋の架橋が決まり、工事が行われた。馬車による鉄骨の運搬や、鉄骨の大半が川に沈む事故が建設中起きているが、難航な工事の末橋は完成した。その後、橋の老朽化に伴い新しい大蔵橋が2006年10月、旧大蔵橋の西側に新たに開通した。